# Food Marketing Institute
Pour les articles homonymes, voir FMI (homonymie).
 (novembre 2014).
Si vous disposez d'ouvrages ou d'articles de référence ou si vous connaissez des sites web de qualité traitant du thème abordé ici, merci de compléter l'article en donnant les références utiles à sa vérifiabilité et en les liant à la section « Notes et références ».
Le Food Marketing Institute (FMI) est une organisation américaine qui étudie la salubrité des aliments, des affaires publiques, l'éducation, la recherche et les programmes de relations industrielles pour les détaillants et grossistes en alimentation. Le FMI siège au conseil consultatif de l'IFPTI (International Food Protection Training Institute) à Arlington en Virginie.

## Présentation
Aux États-Unis, les membres du FMI exploitent près de 2 500 040 000 magasins d'alimentation au détail et 25 000 pharmacies, ce qui représente un volume combiné des ventes annuelles de près de 770 milliards de dollars. Grâce à des programmes dans les affaires publiques, les relations de sécurité alimentaire, de la recherche, de l'éducation et de l'industrie, le FMI offre des ressources et des avantages à plus de 1 225 détaillants en alimentation et membres de gros des entreprises aux États-Unis et dans le monde. Les membres du FMI couvre tout le spectre de la diversité des lieux où la nourriture est disponible, y compris les épiceries, les chaînes de la grande distribution et les magasins de vente au détail.

## Mission
La mission du FMI est de développer et promouvoir des politiques et des programmes qui profitent à ses membres et leurs clients dans les domaines des relations gouvernementales et la sécurité alimentaire, la protection des consommateurs, la recherche, l'éducation et la coopération industrielle. Le FMI fait également des conventions, comme FMI Connect (anciennement Le FMI Show), avec une exposition annuelle des produits, une conférence éducative, et L'avenir Connect, un programme de leadership de l'industrie.
Les partenaires fournisseurs de ses activités de détail et de gros sont des membres associés du FMI.

## Sources
- Zwiebach, Elliot (15 avril, 1996). Services détenus en vue de Publix George Jenkins. Supermarché Nouvelles. Ré-édité le 5 avril 2012.
- K. H. Brown et J. Hollingsworth, « The Food Marketing Institute and the National Council of Chain Restaurants: animal welfare and the retail food industry in the United States of America », Revue scientifique et technique (International Office of Epizootics), vol. 24, no 2,‎ 1er août 2005, p. 655–663 (ISSN 1608-0637, PMID 16358516, lire en ligne, consulté le 19 novembre 2023)
- (en) Susan Borra, « Food Marketing Institute », Chain Drug Review, vol. 40, no 1,‎ 1er janvier 2018, p. 82–83 (lire en ligne, consulté le 19 novembre 2023)
- (en) David A. Sefcik, « Food Marketing Institute (FMI) Presentation on Proposed Packaging Regulations », NIST,‎ 2 août 2016 (lire en ligne, consulté le 19 novembre 2023)
- (en) Cathy Polley, « Food Marketing Institute (FMI): Cathy Polley, Vice President of Health and Wellness », Chain Drug Review, vol. 37, no 1,‎ 5 janvier 2015, p. 98–99 (lire en ligne, consulté le 19 novembre 2023)